# Sopas de gato
Las sopas de gato son un tipo de sopa muy humilde típica en la cocina española clásica del sur de España. En su confección es muy similar a las sopas de ajo, emplea los mismos ingredientes pero dispuestos de otra forma. Es una sopa muy espesa que se sirve bien caliente, y es muy adecuada en los fríos meses de invierno.

## Historia
Dionisio Pérez sitúa el origen de estas sopas en tierras gaditanas. En el siglo XVI, la ciudad de Cádiz es asediada por continuos ataques piratas y saqueos continuos, esta situación hizo que el hambre y la imaginación de la cocina de la zona hiciera invención de este plato de sopas con ingredientes de pan y ajo. Esta sopa a medida que se divulgó por el territorio nacional al llegar al Madrid de la corte de los siglos XVIII y XIX devino en las conocidas sopas de ajo que tan populares se hicieron en los cafés de tertulia de la época. La gran diferencia era el pimentón y los huevos que se hilaban casi enteros sobre la sopa. Los panes mojados mantenían su estructura y no eran diluidos como en las sopas de gatos.

## Características
Es una sopa que se elabora con abundante aceite de oliva y ajo; a la mezcla se le suele añadir pimienta molida. Resulta muy sencilla de hacer y los ingredientes son muy baratos. A la sopa, cuando ha hervido, se la añade pan duro cortado en láminas muy finas y poco a poco para que se vaya deshaciendo poco a poco y quede al final con la textura de una papilla blanca y sedosa. Suele batirse unos huevos con un poco de queso rallado y bien batido se añade a las sopas hirviente. Se tapa y se retira del fuego, sirviéndose bien caliente a los comensales. Una de las características de esta sopa es que se realiza sin pimentón y que no posee caldo.